# Дроздова, Наталья Степановна
Ната́лья Степа́новна Дроздо́ва (род. 2 августа 1954, Лоухи, Карело-Финская ССР, СССР) — советская и российская театральная актриса и педагог. Народная артистка Российской Федерации (1999). Почётный гражданин города Тольятти (2025).

## Биография
- В 1975 году окончила Воронежский государственный институт искусств.
- С 1975 по 1984 гг. — актриса Воронежского академического театра драмы им. А. Кольцова.
- В 1984—1988 гг. — актриса Ярославского академического театра драмы им. Ф. Г. Волкова.
- С 1988 г. — актриса тольяттинского драматического театра «Колесо».

После смерти мужа — художественного руководителя театра Глеба Дроздова — профессор кафедры «Актёрское искусство и организация работы с молодёжью» Волжского университета имени Татищева.
- В 1990 году получила звание заслуженной артистки РСФСР.
- В 1999 году получила звание народной артистки России.
- С ноября 2011 года директор драматического театра «Колесо» им. Г. Дроздова.
- В ноябре 2012 года Наталья Дроздова покидает драматический театр «Колесо» им. Г. Дроздова, в связи с прекращением трудового договора в должности директора театра и отказом мэрии Тольятти (в лице мэра С. И. Андреева) продлевать его. Следом за Дроздовой театр, в XXV юбилейный сезон, покинул 21 артист.
- Сейчас Наталья Дроздова возглавляет профессор кафедры «Актёрское искусство и организация работы с молодёжью» в Волжском университете им. В. Н. Татищева (г. Тольятти).
- 10 августа 2021 года является художественным руководителем драматического театра «Колесо» им. Г. Дроздова.
- 21 мая 2025 года решением Думы г.о. Тольятти присвоено звание Почётный гражданин города Тольятти.

## Спектакли и роли в театре «Колесо» (1988—2025)
- «Спортивные сцены 1981 года» Э. Радзинский — Михалёва
- «Звёзды на утреннем небе» А. Галин — Анна
- «Рождает птица птицу» Э. Пашнев — Зарима
- «Женитьба» Н. Гоголь — Агафья Тихоновна
- «Красная шапочка» Е. Шварц — Лиса
- «Пигмалион» Б. Шоу — Элиза Дулиттл
- «Через год в тот же день» Б. Слейд — Дорис
- «Изобретательная влюблённая» Лопе де Вега — Херарда
- «…Всей птичке пропасть» Л. Толстой — Матрёна
- «Филумена Мартурано» Эдуардо де Филиппе — Филумена Мартурано
- «Вишнёвый сад» А. Чехов — Раневская
- «Любовь, любовь, любовь» А. Чехов — Попова («Медведь»)
- «Эти свободные бабочки» Л. Герш — Миссис Бейкер
- «Она и Он» М. Арбатова — Она
- «Опера сумасшедших» («Ревизор») Н. Гоголь — Анна Андреевна
- «Полонез Огинского» Н. Коляда — Таня
- «Продайте мужа» М. Задорнов — Елена Владимировна
- «Ромео и Джульетта» В. Шекспир — Кормилица
- «Как важно быть серьёзным» О. Уайльд — Леди Брекнелл
- «Сирена и Виктория» А. Галин — Сирена
- «Татуированная Роза» Т. Уильямс — Серафина
- «Мария Стюарт» Ф. Шиллер — Мария
- «Сильвия» А. Р. Генри — Лесли
- «Вальс одиноких» С. Злотников — Мэрилин
- «3ойкина квартира» М. Булгаков — Зоя Пельц
- «Прощальная гастроль князя К» Ф. Достоевский — Москалёва
- «Король Лир» В. Шекспир — Гонерилья
- «Подруга жизни» Л. Корсунский — Надежда Андреевна
- «Рандеву в море дождей» А. Галин — Римма
- «Наш городок» Т. Уайдлер — Миссис Гиббс
- «Лес» А. Островский — Гурмыжская
- «Один на миллион» З. Беласкос — Симона
- «Исповедь женщины» С. Цвейг — женщина
- «Зыковы» М. Горький — Софья
- «Лавина» Т. Джудженоглу — Пожилая женщина
- «За двумя зайцами» М. Старицкий — Секлита Пилиповна
- «Прибайкальская кадриль» В. Гуркин — Валя
- «Волки и овцы» А. Островский — Мурзавецкая
- «Русское варенье» Л. Улицкая — Наталья Ивановна
- «Оскар и Розовая дама» Э. Э. Шмитт — Розовая Дама
- «Мертвые души» Н. В. Гоголь — Плюшкин
- «Шикарная свадьба» Р. Хоудон — Дафни
- «Мой Пушкин» М. Цветаева — Марина Цветаева, Мать, Няня
- «Татищев. Сказание о звере мамонте» А. Игнашов — императрица Анна Иоанновна
- «Пиковая дама» А.С. Пушкин — Графиня Анна Федоровна, Лиза
- «Салон красоты, или О чём говорят женщины» А. Щеглов — Анжела, хозяйка салона красоты

## Фильмография
- 2008 — Широка река (Россия, Украина) — баба Шура